# Łódka (moneta)
 Łódka  – lokalny dukat emitowany w Łodzi od 2009 roku, w ramach projektu Łódź Bajkowa. Jedna Łódka odpowiada nominalnej wartości jednej złotówki.

## Miś Uszatek
Monety zaprojektował Robert Kotowicz, a wyemitowano je przy współpracy z Biurem Promocji Regionów. Dystrybucję rozpoczęto 24 października 2009 roku przy okazji odsłonięcia pomnika Misia Uszatka – jednej z najbardziej rozpoznawalnych bajkowych postaci z łódzkiej wytwórni filmowej Se-ma-for. Miś Uszatek wraz z pozostałymi bohaterami popularnej dobranocki jest też głównym motywem graficznym dukatów.
Monety zostały wybite przez Mennicę Polską S.A. w czterech nominałach: 3 łódki, 7 łódek,  104 łódki i 1975 łódek. Dwa pierwsze nominały wyemitowano w nakładzie po 20 tysięcy sztuk, nakład trzeciego nominału to 1000 sztuk, a najwyższy nominał wybito w liczbie 100 sztuk. Nominał 104 łódek nawiązuje do liczby powstałych odcinków Misia Uszatka, których było właśnie 104, a także do adresu siedziby Urzędu Miasta Łodzi, który mieści się przy ulicy Piotrkowskiej 104. Nakład najwyższego nominału nawiązuje do roku, w którym zrealizowano pierwszy odcinek bajki.
Dukaty wykonano z różnych stopów. Najmniejszy nominał wykonano z mosiądzu, 7 łódek z bimetalu, nominał 104 łódki wybito na srebrnym krążku metodą kolorowego tampondruku, najwyższy nominał 1975 łódek wybito w złocie. Wszystkie monety wzbogacone są o efekt kątowy.
Walucie udzielono ograniczonej koncesji monetarnej – do końca 2009 roku. Ten bon towarowy na usługi i towary w wybranych placówkach na terenie miasta od 1 stycznia 2010 roku ma jedynie wartość kolekcjonerską.

## Pingwin Pik-Pok
15 października 2010 pojawiły się w obiegu dukaty z wizerunkiem pingwina Pik-Poka. Uroczysta inauguracja miała miejsce 16 października 2010 w Aquaparku Fala. Trzy tygodnie wcześniej, 23 września 2010, na terenie kąpieliska odsłonięto Rzeźbę Małego pingwina Pik-Poka.
Dukaty wybiła tym razem Mennica Czeska. Były to monety mosiężne (o nominale 6 łódek) i bimetaliczne (9 łódek). Oba rodzaje dukatów zostały wyemitowane w nakładzie 5 tys. sztuk.
Trzy tygodnie później, do emisji trafiła srebrna moneta z Pik-Pokiem o nominale 26 łódek, w nakładzie 100 sztuk.
Na rewersie znajduje się wizerunek Pik-Poka na tle taśmy filmowej z wielorybem. Stanowi to nawiązanie do pierwszego odcinka serialu Mały Pingwin Pik-Pok, zatytułowanego "Spotkanie z wielorybem". Odcinek ten zdobył nagrodę za najlepszy film dla najmłodszych na Międzynarodowym Festiwalu Filmów dla Dzieci Ale kino! w 1989 roku. Na rewersie zamieszczono również informację o nominale oraz o ważności obiegu – dukaty honorowane były jako środek płatniczy w wybranych miejscach Łodzi do 31 października 2010.
Na awersie monety widnieje Pik-Pok, jego przyjaciel Nicpoń i herb Łodzi.
W kwietniu 2011, dodatkowo wyemitowano mosiężny (o nominale 6 łódek) dukat z tampondrukiem. Moneta jest podobna do tej wyemitowanej wcześniej, tyle że Pik-Pok widniejący na rewersie jest kolorowy. Nakład 5 tys. sztuk wybiła ponownie Mennica Czeska.